# 인민전선 (스페인)
인민전선(스페인어: Frente Popular 프렌테 포풀라[*])은 스페인 제2공화국 당시에 존재하던 정당 결합체로 1936년 1월 좌파계 인사의 합의 하에 여러 단체가 이룬 사회주의 정당이다. 파시즘에 반대하는 진보적 자유주의자들도 일부 참여하였다. 마누엘 아사냐가 1936년 총선을 앞두고 전면에 나섰다. 조지 오웰이 속한 마르크스주의 통일노동자당도 이 연합에 참여하였다.

## 정치활동
스페인의 인민전선은 스페인 사회노동당(PSOE), 노동자협의회, 스페인 공산당, 공화당계 좌파 단체 다수로 구성되었으며 일부 단체는 갈리시아, 카탈루냐 민족주의자가 대표 세력으로 당수에 있던 단체들도 포함됐다. 그러나 대부분의 무정부주의자들은 인민전선에 반감을 품어 내전 동안에도 인민전선에 가담하지 않았으며 선거에도 참가하지 말 것을 종용했다.
소련의 이오시프 스탈린의 파시즘 응징 움직임이 나타난 것을 필두로 스페인에서도 이에 대응하는 움직임이 생겨나기 시작했다. 인민 전선은 그 선봉에 섰으며 사회주의 정당들과 결합해 반파시즘을 주창했다. 1931~1933년 동안의 1공화국 개혁과 사회 부패를 개선하고자 좌파 세력과 노동자 세력이 뭉친 것으로 볼 수 있다. 1934년 일어난 아스투리아스 10월 혁명을 통해 정치범을 석방하기도 했다.
인민전선은 민족주의 전선을 무너뜨리고 1936년 선거에서 승리를 거뒀다. 이에 따라 스페인 제2공화국이 드러서고 마누엘 아사냐가 당수로서 5월 취임했다. 그러나 스페인사회주의노동당은 반대 세력으로 공식적인 정치 활동은 하지 않았다.

## 개혁활동
인민전선은 토지개혁, 갖고 있는 땅만 해도 스페인 영토의 3분의 1을 차지할 정도로 엄청난 규모의 교회재산몰수, 예수회 추방 등의 개혁정치를 실시하였는데, 이에 대한 반동으로 1936년 7월 스페인의 특권계급들인 군벌, 로마 가톨릭 교회, 지주, 마름 등이 스페인령 모로코에서 군사반란을 일으켜 스페인 내전이 발발했다. 정부 조직은 와해되고 노동자 조합과 공산주의자 단체들이 프란시스코 프랑코의 반란군을 마드리드, 빌바오, 바르셀로나에서 격퇴했으나, 결국 무너짐으로써 스페인 민중들은 프랑코가 죽은 1975년까지 프랑코 군사독재정권에 의해 탄압받았다.